# Upplands flygflottilj

.

Upplands flygflottilj (F 16) eller F 16 Uppsala är en flygflottilj inom svenska flygvapnet som verkat i olika former åren 1943–2003 och från 2021. Förbandsledningen är förlagd i Uppsala garnison vid Ärna flygplats.

## Historik

### Etablering
Genom försvarsbeslutet 1936 hade Flygvapnet fått en ny och utökad organisation, vilken omfattade sju flygflottiljer och en flygskola. Den nya organisationen bestod dock endast av en jaktflottilj, Svea flygflottilj (F 8), vilket föranledde till att ÖB Olof Thörnell i en promemoria den 8 augusti 1940 föreslog att fem nya flottiljer skulle sättas upp, däribland F 16 i Uppsala. Genom försvarsbeslutet 1942, vilken antogs av riksdagens den 17 juni 1942, angavs Flygvapnet att nio nya flygflottiljer skulle sättas upp åren 1942–1947, där en jaktflottilj skulle förläggas till Uppsala. I juli 1943 sattes Uppsala-flottiljen upp under överste Bengt Jacobsson. Namnet Upplands flygflottilj hade ursprungligen 1936 tilldelats Roslagens flygflottilj (F 2), men denna flygflottiljen bar det endast i två månader. Åren 1943–1944 bestod Upplands flygflottilj endast av en depåstab och en specialdivision. I maj 1944 kom dock flygverksamheten igång då 161. jaktflygdivisionen bildades och i augusti samma år bildades också 162. jaktflygdivisionen. Flygförarna vid flottiljen utbildades vid Svea flygflottilj (F 8) i Barkarby och vid Skånska flygflottiljen (F 10) i Ängelholm. Som första flygplan tilldelades flottiljen det svensktillverkade jaktflygplanet FFVS J 22. Flottiljen kom från 1944 att ingå som dagjakt i Andra flygeskadern (E 2). Under vintern 1944-1945 bildades också 163. jaktflygdivisionen. Från sommaren 1945 planerades flottiljen att vara fullt organiserad med endast J 22, men dessa planer omkullkastades, då flottiljens tidigare chef, Bengt Jacobsson, genom Flygförvaltningen köpte femtio amerikanska P-51D Mustang. Dessa började levereras i april 1945. Efter att flottiljen omskolats till P-51D Mustang, som i Sverige fick beteckningen J 26, överfördes flottiljen 1948 till Tredje flygeskadern (E 3).

### Verksamhet från 1952
I maj 1952 började flottiljen förses med jetflygplan genom leverans av den första J 29A Tunnan. År 1958 levererades J 29F Tunnan till flottiljen, vilken sedan var i tjänst vid flottiljen fram till augusti 1962.
Inför försvarsbeslutet 1958 föreslog regeringen för riksdagen att två flygflottiljer skulle avvecklas, Svea flygflottilj (F 8) och Hallands flygflottilj (F 14). År 1958 föreslog regeringen efter förslag från chefen för flygvapnet att en jaktflygdivision skulle överföras från Svea flygflottilj (F 8) till Upplands flygflottilj (F 16).Bakgrunden var att det ur operativ synpunkt ansågs vara av stor vikt att ha tre jaktflygdivisioner inom östra Mellansverige.
Flottiljens roll kvarstod som dagjakt vid Tredje flygeskadern, då J 29 Tunnan var ett typiskt dagjaktflygplan. År 1962 började flottiljen omskolas till allvädersjakt, då man tillfördes J 35A Draken och från 1964 tillfördes även J 35B’ Draken (B-prim). Denna var en version som saknade radar men som bedömdes med sin prestanda vara ett kraftfullt tillskott till jaktförsvaret. De så kallade B-prim-versioner som fanns vid flottiljen modifierades under 1960-talet till versionen J 35B, vilken hade radar och möjlighet att ta emot styrdatasändningar. Dessa individer överfördes till Södertörns flygflottilj (F 18), varefter flygdivisionerna i Uppsala tillfördes J 35A-versionen. Dessa flygplan ersattes 1976 med J 35F1 och senare med  J 35F1Fl2. Besparingar under slutet av 1960-talet gjorde att åtta av Flygvapnets flygdivisioner, däribland 161. jaktflygdivisionen (Petter Röd) i Uppsala, vakantsattes sommaren 1967. Detta innebar i praktiken att den upplöstes. Upplands flygflottilj kom därmed därefter att bestå av två jaktflygdivisioner: 162. jaktflygdivisionen och 163. jaktflygdivisionen.
I regeringens proposition 1978/79:96 föreslogs en avveckling av Västmanlands flygflottilj (F 1), där regeringen ville att en flottiljadministration skulle avvecklas. I den utredning som Försvarets fredsorganisationsutredning (FFU) gjorde kom F 1 vägas mot en avveckling av F 10 i Ängelholm, F 16 i Uppsala och F 17 i Ronneby. FFU vägde militära faktorer mot i huvudsak regionalpolitiska förhållanden. Slutsatsen FFU kom fram till var att de operativa och ekonomiska faktorerna pekade på en avveckling av F 1. Utredningen uttalade dock att beslutet att lägga ner F 1 "medför en allvarlig effektförlust i operativt avseende och en minskad handlingsfrihet för flygvapnets krigsförband". Riksdagen beslöt 1979 i enlighet med propositionen att Västmanlands flygflottilj skulle avvecklas senast i juni 1983, till förmån för ett bibehålla F 10 i Ängelholm, F 16 i Uppsala och F 17 i Ronneby. En stor del av Västeråsflottiljens verksamhet överfördes till Upplands flygflottilj. I juli 1981 övertog F 16 sektoransvaret med tillhörande stridsledningsenheter och förvaltningsansvaret över kasernetablissemanget i Barkarby och i juli 1982 övertogs förvaltningsansvaret över Eskilstunabasen. F 16 övertog samtidigt förvaltningsansvaret över den fortsatta militära verksamheten vid krigsbasen Hässlö. Efter riksdagens beslut om att avveckla Västmanlands flygflottilj (F 1) väcktes en kampanj vid flottiljens 13. jaktflygdivisionen (Adam Gul) om att bibehålla divisionen och att istället ombasera den till Tullinge flygplats som tillsammans med Malmby flygbas var divisionens krigsflygbaser. Den kampanj som personalen vid divisionens förde fick stöd hos försvarsstaben, ÖB samt Östra och Södra mililtärområdesstaben. Åren 1981–1982 var divisionen underställd chefen för F 1. Efter att F 1 avvecklades överfördes divisionen i juli 1983 till F 16. Genom denna förändring namnändrades divisionen till 161. jaktflygdivisionen (Petter Röd). Divisionen bibehöll sin basering i Tullinge och blev kvar där tills divisionen avvecklades i juni 1985. 13 jaktflygdivisionen/161. jaktflygdivisionen kallade sig själva för Huvudstadsjakten.
År 1983 överfördes den så kallade "Lätta attacken" från Norrbottens flygflottilj (F 21) till Upplands flygflottilj. Lätta attacken var ett system beväpnad med Sk 60C, vilket i grunden var ett skolflygplan som modifierats till ett lätt attackflygplan. Systemet hade tagits fram i början av 1970-talet för att i första hand verka i övre Norrland. När flygdivisionen ombaserades från Luleå till Uppsala kom den att ingå i 165. lätta attackflygdivisionen (Petter Svart). Petter Svart var en skolflygdivision som bildades 1982 vid F 16 genom att de två skolflygdivisionerna vid Flygvapnets Krigsskola (F 20) upphörde som fristående divisioner och istället överfördes till F 16.
Hösten 1986 påbörjades en omskolning till JA 37 Viggen, med 163. jaktflygdivisionen (Petter Gul) som första enhet. Den följdes under 1987 av 162. jaktflygdivisionen (Petter Blå). Uppsala flygflottilj blev den sista jaktflygflottiljen inom Flygvapnet som omskolades till JA 37 Viggen.

### Omorganisation av flygflottiljerna
Genom försvarsbeslutet 1992 påbörjades en större omorganisation av flygflottiljerna. Sektor Mitt, som i juli 1993 hade omorganiserats till Mellersta flygkommandot, avskildes 1994 från flottiljen och blev från i juli samma år ett kaderorganiserat krigsförband inom Mellersta militärområdet. Genom samma försvarsbeslut avvecklades Bråvalla flygflottilj och avvecklingen skulle vara genomförd i juni 1994. Med det överlämnade F 13 under juni månad 1994 förvaltningsansvaret över detachementen på Gotland och Malmen och versionskontor JA 37 till F 16. Även stridslednings- och luftbevakningsenheten och radarkompani PS-870 vid F 13 överlämnades till F 16/FK M.
I ÖB:s "försvarsmaktsplan 1998" föreslogs F 16 bli den tredje JAS-flottiljen, efter att F 7 och F 10 omskolats till JAS 39. Försvarsmaktsplan 1998 följdes i maj 1999 av ett nytt förslag från ÖB om hur Försvarsmaktens skulle verka efter juli 2000, där ÖB bland annat föreslog en avveckling av Skånska flygflottiljen. En förutsättning för att avveckla flygflottiljen var samtidigt att Flygskolan måste omlokaliseras. En grundförutsättning för Flygskolans nya lokalisering var att det skulle finnas ett bansystem med korsande banor. Vid sidan om F 10 var det endast F 7 i Såtenäs och F 16 i Uppsala som hade den typen av bansystem. Med hänvisning till detta förslag så sköts omskolningen till JAS 39 på framtiden. I oktober 1999 offentliggjordes regeringens proposition inför försvarsbeslutet 2000, där regeringen bland annat föreslog att de två Viggendivisionerna vid F 16 skulle upplösas och avvecklas senast i december 2004. Vidare skulle Flygvapnets Uppsalaskolor (F 20) från januari 2003 inlemmas i flottiljens organisation. F 16 skulle därmed omorganiseras till en skol- och specialflottilj. Den nya organisationen byggde på att F 16 skulle överta Flygskolan som vid den tidpunkten fanns vid Skånska flygflottiljen. I december 1999 uppdrog ÖB åt F 16 att påbörja en omställning till denna omorganisation. I januari 2000 började dock en utdragen och lång politisk diskussion om flygflottiljens vara eller icke vara. I mars 2000 föreslog försvarsutskottet att Viggendivisionerna istället skulle upplösas och avvecklas senast 2003. Både i mars och december 2000 led regeringen nederlag, då de inte fick majoritet för sin proposition, vilken föreslog att Flygskolan skulle lokaliseras med start januari 2002 till Uppsala. I mars 2001 föreslog ÖB för försvarsutskottet att F 16 skulle tilldelas en JAS-division och en sammanhållen flygskola. Istället skulle Jämtlands flygflottilj (F 4) och Skånska flygflottiljen (F 10) avvecklas per december 2002. I maj 2001 offentliggjorde försvarsutskottet sin linje att behålla F 4 och avveckla F 16, vilket även riksdagen beslutade om. Frågan om Flygskolans lokalisering kvarstod dock. I december 2001 beslöt riksdagen till slut att förlägga Flygskolan till Malmens flygplats i Linköping, där den skulle fungera som detachement till Blekinge flygflottilj (F 17). På grund av den långdragna processen kom Flygskolan förläggas till Uppsala första halvåret 2003 på grund av att flygverksamheten vid Skånska flygflottiljen (F 10) skulle upphöra senast vid slutet av 2002.

### Nedläggning
Den sista flygningen vid Upplands flygflottilj gjordes den 11 december 2003, då tretton Sk 60 tillhörande 165. skolflygdivisionen (Petter Svart) ledd av divisionschefen major Conny Forsberg ombaserades till Malmens flygplats, dit Flygskolan flyttades. Den 19 december inleddes Upplands flygflottiljs officiella nedläggningsceremoni med avtäckning av en minnessten nedanför Bergsmässen, vilket följdes av en överflygning av grupp om fyra JA 37 från F 4. Den 31 december 2003 klockan 14.51 halades örlogsflaggan en sista gång.

### Återetablering
I maj 2019 överlämnade Försvarsberedningen sin slutrapport till regeringen, vilken bland annat innehöll förslag om utveckling av militära försvaret 2021–2025, i vilket föreslogs att Luftstridsskolan i Uppsala skulle ombildas till Upplands flygflottilj. Försvarsmakten föreslog också att en fjärde flygflottilj skulle etableras i Uppsala och att Luftstridsskolan skulle bli en del av flygflottiljen. Inför försvarsbeslutet 2020 presenterade försvarsministern Peter Hultqvist 2020 regeringens proposition för Totalförsvaret 2021–2025, vilken bland annat innehöll återetablering av Upplands flygflottilj 2021-2025 vid sidan om Luftstridsskolan och Flygstaben. Denna skulle ske främst genom att personalen vid Luftstridsskolan fördelades mellan organisationsenheterna Luftsstridsskolan och Upplands flygflottilj. En sådan återetablering i Uppsala skulle skapa förutsättningar för en eventuell tillväxt inom flygvapnet på längre sikt med permanent basering av stridsflyg där.Sveriges Riksdag beslutade i december 2020 om en sådan återetablering av Upplands flygflottilj.
Inför försvarsbeslutet 2020 beslöt regeringen i oktober 2020 att från 2022 återetablera Upplands flygflottilj. Regeringen motiverade detta med att det skulle skapa en mer robust basorganisation, samt att på längre sikt skapa förutsättningar för en eventuell tillväxt inom flygvapnet med permanent basering av stridsflyg i Uppsala. Upplands flygflottilj föreslogs av försvarsmakten etableras med ansvar för drift och utbildning av en flygflottilj, en stridsledningsbataljon samt en säkerhetsmarkpluton.
Den 14 oktober 2021 återetablerades Upplands flygflottilj genom en ceremoni, där bland annat Prins Carl Philip, försvarsminister Peter Hultqvist och överbefälhavaren Micael Bydén närvarade och där Prins Carl Philip förklarade flygflottiljen återupprättad. Överbefälhavaren överlämnade befälet över Upplands flygflottilj till dess nye chef Pernille Undén. I samband med återetableringen övertog flygflottiljen flygplats- och garnisonsansvaret från Luftstridsskolan. I samband med ceremonin genomförde Swedish Air Force Historic Flight en överflygning med flygplansmodeller som varit verksamma vid flottiljen. Den 1 januari 2022 överfördes delar av Luftstridsskolan till Upplands flygflottilj, vilket uppmärksammades den 12 januari 2022 genom en gemensam ceremoni för förbandsbyte.
Trots återetableringen har flottiljen ännu inte tilldelats några flygdivisioner.[Uppdatering behövs] De ingående enheterna är 5. basenheten och 161. stridslednings- och luftbevakningsbataljonen. Flottiljen genomför grundutbildning av värnpliktiga säkerhetssoldater, räddningssoldater och luftbevakare.

### Viktigare årtal
- 1943: Kungliga Upplands flygflottilj bildas den 1 juli.
- 1944: Flygverksamheten vid flottiljen inleds med flygplanet J 22.
- 1944: Kung Gustav V överlämnar den 17 september flottiljens första fana.
- 1945: Flottiljen omskolas till J 26 Mustang.
- 1946: Flottiljens bana 03/21 färdigställs, den så kallade Atlantbanan.
- 1950: Luftförsvarscentral O3 (Lfc O3) tas i bruk.
- 1952: Flottiljen omskolas till J 29 Tunnan.
- 1952: Byggnation av berghangar påbörjas vid flottiljen.
- 1953: Flottiljens andra rullbana (Korsande banan 08/26) färdigställs.
- 1953: J 26 avvecklas vid flottiljen.
- 1956: Berghangaren färdigställs.
- 1957: Flottiljen organiseras som en sektorflottilj ledningsansvar för luftförsvarssektor O3.
- 1961: Flottiljen omskolas till J 35 Draken.
- 1965: Flottiljen tillförs TIS-35, typinflygningsskola för J 35 Draken.
- 1965: Flottiljens återgår till vanlig flottiljorganisation.
- 1967: 161. jaktflygdivisionen (Petter Röd) vakantsätts och i praktiken upplöses.
- 1975: Prefixet "Kungliga" tas bort från förbandsnamnet.
- 1981: Flottiljen organiseras som en Storsektorflottilj med ansvarar för luftförsvarsområdet över mellersta Sverige.
- 1983: Flottiljen tillförs helikoptrar för flygräddning.
- 1983: 161. jaktflygdivisionen (Petter Röd) återuppstår.
- 1985: 161. jaktflygdivisionen (Petter Röd) avvecklas.
- 1986: Flottiljen mottar den 19 februari sin första individ av JA 37.
- 1986: Flottiljen mottar en flygsimulator från Blekinge flygflottilj (F 17).
- 1987: TIS-35 tillsammans med kvarvarande J 35F2 överförs till Skånska flygflottiljen (F 10).
- 1990: TIS-JA 37, typinflygningsskola för JA 37.
- 1993: Flottiljen omorganiseras från Sektorflottilj till Flygkommando Mitt (F 16/FK M).
- 1994: Flygvapnets Visbybas F 13G överförs till F 16.
- 1994: Mellersta flygkommandot (FKM) avskiljs från flottiljen den 30 juni.
- 1994: Flottiljen tillförs Målflyg- och Transportflygdivisionen vid Malmen.
- 1996: Flottiljen mottar sin andra fana av ÖB Owe Wiktorin, vid en ceremoni den 30 april.
- 2001: Riksdagen beslutar den 16 maj om en avveckling av F 16.
- 2001: 163. jaktflygdivisionen (Petter Gul) avvecklas.
- 2003: Flottiljen tillförs Flygskolan (GFU) under första halvåret.
- 2003: 162. jaktflygdivisionen (Petter Blå) avvecklas.
- 2003: Den sista JA 37D lämnade flottiljen den 16 oktober.
- 2003: Flygskolan (GFU) omlokaliseras till Malmen.
- 2003: F 16G och F 16M överförs till Blekinge flygflottilj (F 17).
- 2003: Flottiljen avvecklas den 31 december.
- 2020: Regeringen föreslår en återetablering av Upplands flygflottilj.
- 2020: Sveriges riksdag beslutade den 15 december att återinrätta Upplands flygflottilj.
- 2021: Flygflottiljen återetableras den 14 oktober som ett markförband inom Flygvapnet.

## Verksamhet
Upplands flygflottilj ansvarar för drift och utbildning av en flygflottilj, en stridsledningsbataljon samt en säkerhetsmarkpluton. Likaså övertog flygflottiljen 2021, från Luftstridsskolan, utbildningen av värnpliktiga samt driften av Uppsala flygplats. Vidare utbildar Upplands flygflottilj värnpliktiga soldater till bland annat luftbevakare, räddningssoldater, säkerhetssoldater och blivande officersaspiranter.

## Ingående enheter

### 5.basenheten
5. basenheten bildades 1 januari 2016 när flygbaskompaniet som är stationerat vid Uppsala/Ärna flygplats organisatoriskt flyttades från Norrbottens flygflottilj (2011–2016) till Luftstridsskolan (2016-2021). 5. basenheten består 2023 av två kompanier, 51. grundutbildningskompaniet som ansvarar för utbildning av värnpliktiga samt 52. flygbaskompaniet som ansvarar för driften av Uppsala/Ärna flygplats.
51. grundutbildningskompaniet utbildar värnpliktiga mot:
- Flygbassäkerhetssoldater
- Fälthållningssoldater
- Räddningssoldater
- Sambands- och ledningssoldater
- Hjälpmekaniker flyg
- Luftbevakningssoldater

52. flygbaskompaniet består av:
- Flygbassäkerhetspluton
- R3-pluton[35]
- Flygterminalpluton
- Flygplatspluton
- Sambandstropp
- Insatspluton

När enheten flyttades från Norrbottens flygflottilj så var den underställd Luftstridsskolan, men kom 2021 att överföras till Upplands flygflottilj.

### 161.stridslednings- och luftbevakningsbataljonen
161. stridslednings- och luftbevakningsbataljonen (161. strilbat) bildades den 1 januari 2009 och är den enhet som ansvarar för Flygvapnets stridsledning och luftbevakning. Förutom att ansvara och övervaka det svenska luftrummet och stridsleda och samordna flyg- och luftstridskrafterna, så har bataljonen även en rörlig förmåga som med egna resurser kan upprätta och omgruppera radio- och radarstationer. Bataljonen består av fyra kompanier, 11.- och 12. stridsledningskompaniet, 13. rörligt radar- och radiokompani och 14. strilförsvarskompaniet. När bataljonen bildades så var den underställd Luftstridsskolan, men kom 2021 att överföras till Upplands flygflottilj.

## Tidigare ingående enheter
Utöver den verksamhet som bedrevs i Uppsala, bemannade och understödde flygflottiljen verksamhet även på andra orter. Bland annat genom vissa krigsflygbaser där det i fredstid fanns en bastropp stationerad. Men även flygflottiljer som avvecklats och där kvarvarande verksamhet övergått som detachement till F 16. I samband med att flottiljen beväpnades med J 35 Draken, kom TIS-35 att förläggas till Uppsala. TIS-35 var en centraliserad typinflygning, där samtliga Drakenpiloter inom Flygvapnet gjorde typinflygnings skeendet vid F 16. TIS-35 kom under 1987 att överföras tillsammans med kvarvarande J 35F2 Draken till Skånska flygflottiljen (F 10). Från 1990 centraliserades typinflygning på jaktviggen till flygflottiljen, som då fick TIS-JA37.
| Beteckning              | Namn                               | Aktiv              | Anmärkning                                                                             |
| ----------------------- | ---------------------------------- | ------------------ | -------------------------------------------------------------------------------------- |
| F 16G                   | F 16 Gotland                       | 1994–2003          | Tillkom 1994 från Bråvalla flygflottiljÖverförd 2003 till Blekinge flygflottilj        |
| F 16M                   | F 16 Malmen                        | 1993–2003          | Tillkom 1993 från Bråvalla flygflottiljÖverförd 2003 till Blekinge flygflottilj        |
| F 16T                   | F 16 Tullinge                      | 1993–1995          | Tillkom 1993 från Bråvalla flygflottilj                                                |
| FlygS                   | Flygskolan                         | 2003–2003          | Tillkom 2003 från Skånska flygflottiljenÖverförd 2003 till Blekinge flygflottilj       |
| 161. jaktflygdivisionen | Petter Röd                         | 1944–19671983–1985 | VakantsattTillkom 1983 från Västmanlands flygflottilj, upplöst 1985                    |
| 162. jaktflygdivisionen | Petter Blå                         | 1944–2003          |                                                                                        |
| 163. jaktflygdivisionen | Petter Gul                         | 1944–2000          | Uppgick 2000 i Petter Blå                                                              |
| Lätta attacken          | Petter Svart                       | 1944–19821983–2003 | SkoldivisionBildad 1983 av Tore Röd och Tore Blå från F 20.                            |
|                         | Transportflygenheten               | 1985–2002          | Tillkom 1985 från Flygvapnets SödertörnsskolorÖverförd 2003 till Blekinge flygflottilj |
| TIS-35                  | Typinflygningsskola flygplan 35    | 1965–1987          | Överförd 1987 till Skånska flygflottiljen.                                             |
| TIS-JA 37               | Typinflygningsskola flygplan JA 37 | 1990–1998          | Överförd 1998 till Jämtlands flygflottilj.                                             |
| FlygS                   | Flygskolan                         | 2003–2003          |                                                                                        |

### 161.jaktflygdivisionen
161. jaktflygdivisionen eller Petter Röd var 1. divisionen vid flottiljen och bildades den 1 maj 1944 som en jaktflygdivision. Dess första chef var Kapten Karl-Erik Karlsson, som den 1 oktober 1952 tillträdde som flottiljchef. Flygdivisionen beväpnades till en början med J 22, men kom i april 1945 tillsammans med övriga divisioner påbörja omskolning till J 26. Den 27 maj 1952 levererades flottiljens första individ av J 29A Tunnan, och där Petter Röd ledde omskolningen till J 29 vid flottiljen. Åren 1961–1962 omskolades samtliga flygdivisioner vid flygflottiljen till J 35 Draken. Från slutet av 1960-talet präglades Flygvapnet av ekonomiska besparingar, där bakgrunden låg i Viggenprojektet. Detta fick CFV Lage Thunberg att 1967 vakantsätta åtta flygdivisioner inom Flygvapnet. En av de divisioner som vakantsattes var Petter Röd vid F 16, vilken i praktiken upplöstes den 30 juni 1967. Den 1 juli 1983 återuppstod Petter Röd, då som ett detachement vid Tullinge, vilken använde det inofficiella namnet Huvudstadsjakten.

### 162.jaktflygdivisionen
162. jaktflygdivisionen eller Petter Blå var 2. divisionen vid flottiljen och bildades den 1 maj 1944 som en jaktflygdivision. Dess första chef var löjtnant Ola Neppelberg. Divisionen följde Petter Röd i flygtyper fram till 1987. Då man som andra flygdivision vid F 16 omskolades till JA 37-systemet. Den 1 september 2000 uppgick Petter Gul i flygdivisionen och flygdivisionen tilldelades samtidigt de modernaste JA 37D, vilka kom närmst från F 17. Flygdivisionen gjorde sin sista flygning den 16 oktober 2003, då överstelöjtnant Jan-Olov Persson flög flygflottiljens sista jaktflygplan, Petter 03, till Halmstad för skrotning. Flygdivisionen utgick under hösten 2003.

### 163.jaktflygdivisionen
163. jaktflygdivisionen eller Petter Gul var 3. divisionen vid flygflottiljen och bildades hösten/vintern 1944–1945 (ett troligt datum är 1 september 1944) som en jaktflygdivision. Dess första chef var kapten Tomas Stålhandske. Divisionen följde Petter Röd och Blå i flygtyper, fram till 1986. Då man som första divisionen vid F 16, omskolades till JA 37-systemet. Divisionen upplöstes den 1 september 2000 och uppgick i Petter Blå.

### Lätta attacken
5. div/F 16 eller Petter Svart bildades 1982 när skolflygdivisionerna vid Flygkadettskolan upplöstes. Divisionen hade ansvar för allmän flygträning för stabspersonal (AFT), grundläggande taktisk utbildning (GTU). Divisionen övertog 1983 även ansvaret för utbildning i lätt attack från F 21. Petter Svart var en ren fredsorganisation och flygplanen skulle i krigsorganisationen fördelas på två lätta attackflygdivisioner; 163. Lätta Attackdivisionen (Hedens flygbas) samt 164. Lätta Attackdivisionen (Jokkmokks flygbas). Genom försvarsbeslutet 1996 avvecklades den lätta attacken 1996. Flygdivisionen kom i fortsättningen att bedriva grundläggande taktisk utbildning (GTU) fram till 2003. I samband med att Flygskolan lokaliserades till Uppsala 2003, kom den att ingå i Petter Svart. Petter Svart avvecklades sedan tillsammans med flygflottiljen.

### F16 Gotland
F 16 Gotland (F 16G) var åren 1994–2003 ett detachement till F 16 baserat på Gotland. Detachementet bilades ursprungligen 1956 av Bråvalla flygflottilj (F 13) på Visby flygplats i syfte för att svara för servicen av Flygvapnets anläggningarna på Gotland. Samma år anlades även en ny start- och landningsbana i asfalt. År 1957 tilldelades F 13 Norrköping ansvaret för Gotlands luftförsvarssektor (G1). Sektorn kom dock 1965 att sammanslås med F 13:s andra luftförsvarssektor O1. År 1981 bildade luftförsvarssektor O1 tillsammans med O5 en ny luftförsvarssektor, Sektor Mitt, vilken täckte hela mellersta Sverige. Sektor mitt ledes av F 16 i Uppsala, dock så kvarstod fredsverksamheten på Gotland under F 13:s ansvar. Flygbasen kom senare i olika omgångar att anpassas för olika syften, 1965 till Bas 60, 1975 för JA 37 Viggen, 1992 till Bas 90 och 1995 för transportflygplan.
I samband med den stora förbandsnedläggningen som skedde under 1990-talet och början av 2000-talet, kom detachementets huvudman att ändras vid flertal omgångar. År 1994 när F 13 i Norrköping avvecklades genom försvarsbeslutet 1992, överfördes detachementet den 14 juni 1993 vid ceremoni till F 16. Detachementet fick med det den nya benämningen F 16 Gotland. När Sedan F 16 Uppsala avvecklades 2003 genom försvarsbeslutet 2000, överfördes detachementet till Blekinge flygflottilj (F 17) och fick sitt nuvarande namn F 17 Gotland (F 17G).

### F16 Malmen
F 16 Malmen (F 16M) var ett detachement till F 16 baserat på Malmslätt. I samband med försvarsbeslutet 1972 avvecklades Östgöta flygflottilj (F 3) den 30 juni 1974. Flygflottiljen som var en så kallad normalflottilj, bestod i början av 1970-talet av två flygdivisioner, en jaktdivision och en målflygenhet. Vidare var en jaktdivision och ett baskompani vakantsatta sedan den 1 juli 1967. Då flottiljen låg inom F 13:s luftförsvarssektor, beslutades det att Bråvalla flygflottilj skulle överta mobiliserings- och förvaltningsansvar. Den aktiva jaktdivision föreslogs först att omlokaliseras till Kalmar flygflottilj (F 12), men kom senare att tillföras till Blekinge flygflottilj (F 17). Ett år innan flygflottiljen avvecklades överfördes Flygvapnets transportflygsdivisionen från Svea flygkår (F 8) till F 3. Från den 1 juli 1974 organiserades den kvarvarande verksamheten på Malmslätt som ett detachement inom F 13 med benämningen F 13 Malmslätt (F 13M). Detachementet verkade sedan fram till att F 13 avvecklades 1994. Då det överlämnades genom en ceremoni till F 16 den 18 juni 1993. Detachementet med Målflygdivisionen avvecklades genom försvarsbeslutet 1996 den 26 juni 1997.

### Flygskolan
Flygskolan (FlygS) bildades den 1 juli 1926 i Ljungbyhed. I samband med att Krigsflygskolan avvecklades den 30 juni 1998, genom försvarsbeslutet 1996, kom skolan att överföras 1997 till Skånska flygflottiljen (F 10). Genom försvarsbeslutet 2000 antog riksdagen regeringens proposition, vilken bland annat inkluderade avveckling av två flygflottiljer, Skånska flygflottiljen och Upplands flygflottilj. Flygskolan som vid den tidpunkten tillhörde F 10, blev tvungna att flytta, då all flygverksamhet skulle upphöra i Ängelholm den 31 december 2002. De elever som vid den tidpunkten utbildade sig vid Flygskolan, fick slutföra sin utbildning i Uppsala, då Flygskolan överfördes temporärt till Upplands flygflottilj (F 16), vilken i sin tur avvecklades den 31 december 2003. Flygskolan kom från den 1 juli 2003 att lokaliseras till Malmens flygplats i Linköping, där den övertog den avvecklade Målflygdivisionens förläggningar på norra sidan om flygplatsen. På Malmen blev skolan en underenhet och detachement till Blekinge flygflottilj (F 17). Den 1 januari 2006 överfördes Flygskolan till att bli en skola inom Luftstridsskolan (LSS), men med bibehållen lokalisering till Malmen.

### Försvarsmaktens hundtjänstenhet
Försvarsmaktens hundtjänstenhet (FHTE) var åren 1995–2003 en del av Upplands flygflottilj. Hundtjänstenhet är förlagd i Märsta och Sollefteå och ansvarar för anskaffning, uppfödning och utbildning av tjänstehundar inom Försvarsmakten samt till Polismyndigheten. Hundtjänstenheten överfördes våren 2002 till Livgardet och är sedan 2022 en del av Luftstridsskolan.

### Sektoransvar
I början av 1950-talet togs en luftförsvarscentral i bruk, vilken hade byggts inom flottiljområdet i Uppsala. Det var den första fasta centralen inom STRIL 50. Genom luftförsvarscentralen fick flottiljen ett ansvar över luftförsvarssektor O3, även kallad "LFC Räven". År 1965 avvecklades dock luftförsvarscentralen, då STRIL 60 ersatte STRIL 50. Luftförsvarssektor O3 uppgick i sektor O5, vilken leddes av Svea flygflottilj (F 8). År 1974 överfördes sektoransvaret till Västmanlands flygflottilj, detta då flygverksamheten upphörde vid F 8. När sedan riksdagen beslutade om att Västmanlands flygflottilj skulle avvecklas, beslutades samtidigt att sektoransvaret skulle överföras 1981 till F 16. Vid samma tidpunkt gjorde en större omorganisation av luftförsvarssektorena i Sverige, vilka samlades inom fyra sektorer, Sektor Syd, Sektor Mitt, Sektor Nedre Norrland och Sektor Övre Norrland. F 16 tillfördes ledningsansvaret för en av de nya luftförsvarssektorerna och fick med det den nya beteckningen F 16/Se M. Genom försvarsbeslutet 1992 beslutades om en avveckling av Bråvalla flygflottilj, med det tillkom den 18 juni 1993 stridslednings- och luftbevakningsenheten från F 13. Genom samma försvarsbeslut skulle de fyra luftförsvarssektorförbanden avvecklas och omorganiseras till vanliga flygflottiljer. Ansvaret skulle istället ersättas av tre nyinrättade flygkommandon. Sektor Mitt omorganiserades den 1 juli 1993 till Mellersta flygkommandot (FK M). Den 30 juni 1994 avskildes kommandot från flygflottiljen, för att från och med den 1 juli 1994 verka som ett kaderorganiserat krigsförband inom Mellersta militärområdet (Milo M).

### Transportflygenheten
Transportflygenheten har sina rötter i Stabens flygavdelning, vilken från och med 1938 ingick i 4. flygdivisionen vid Svea flygflottilj. År 1974 överfördes Sambandsflygenheten till Flygvapnets Södertörnsskolor i Tullinge. Från början använde enheten Sk 50 och Sk 60 som transportplan, dessa båda plan hade begränsningen att de saknade civila navigerings och landningshjälpmedel. Detta innebar att man var hänvisad till att flyga endast då den militära flygledningen tjänstgjorde, vilket var endast på vardagar. Två Sk 60 byggdes om med civila navigeringssystem och fick beteckningen Sk 60D. Senare tillfördes också en Tp 87, vilket gav betydligt större transportkapacitet. Efter affären med den grundstötta U 137 så fick sambandsflyget ett uppsving. Senare införskaffades en Tp 88 som kom att användas för VIP-flygningar, även om den köptes för förflytta klargörningsstyrkor för incidentberedskapen. År 1985 flyttade sambandsflyget till Bromma flygplats, då Bromma erbjöd start och landning utanför den ordinarie arbetstiden. Samma år, den 1 juni 1985, överfördes Sambandsflygenheten till F 16 i Uppsala, men bibehöll viss verksamhet på Bromma. Vid F 16 ingick enheten i flygunderhållsenheten och fick den 1 juni 1990 det nya namnet Transportflygenheten. Inför att F 16 skulle avvecklas 2003 överfördes enheten organisatoriskt (då benämnd Specialflygenheten) den 31 december 2002 till Blekinge flygflottilj (F 17). Den 31 december 2008 överfördes Specialflygenheten från F 17 till att från den 1 januari 2009 organisatoriskt tillhöra Skaraborgs flygflottilj (F 7) i Såtenäs, där den tillsammans med Transportflygdivisionen bildade Transport- och specialflygenheten (7. TSFE). Vilken finns baserad på Bromma flygplats, Ronneby flygplats, Malmens flygplats, Luleå flygplats och Uppsala flygplats.

### Typinflygningsskede 35
Typinflygningsskolan 35 (TIS-35) på J 35 Draken tillförs flottiljen 1963. Flygflottiljen tillförs samtidigt två flygsimulatorer för utbildningen. Tillsammans med typinflygningen tillförs Sk 35C Draken. I samband med att flygflottiljen ombeväpnas till JA 37 Viggen, överförs TIS-35 1987 till Skånska flygflottiljen i Ängelholm.

### Typinflygningsskede JA37
Typinflygningsskolan JA 37 (TIS-JA 37) på JA 37 tillförs flygflottiljen 1990. Till en början gjordes typinflygningen vid Hälsinge flygflottilj (F 15), som hade den centrala typinflygningen för de övriga Viggenversionerna. Dock så skiljde sig jaktversionen väsentligt från de andra Viggenversionerna, vilket resulterade i att jaktversionen av Viggensystemet fick en centraliserad typinflygning 1990 vid F 16. Den 1 juni 1998 överfördes TIS-JA 37 till Jämtlands flygflottilj (F 4) i Östersund, som där integrerades i den TIS-37 för övriga Viggensystem.

## Förläggningar och övningsplatser
År 1939 hade Väg- och vattenbyggnadsstyrelsen för Uppsala stads räkning påbörjat att anlägga ett flygfält vid Ärna gård. Marken som ägdes av staden överläts kostnadsfritt till staten, efter att staden dragit fram vatten. Sommaren 1942 beslutade riksdagens att en jaktflygflottilj skulle förläggas till Uppsala. Beslutet innebar att staten övertog Ärna gård tillsammans med Bärby gård, som utgjorde det markområde som togs i anspråk vid nyanläggningen av en flygflottilj. Flygvapnet fortsatte där med det arbete som påbörjats av Väg- och vattenbyggnadsstyrelsen. 
På grund av andra världskriget gick byggnation av kaserner och anläggandet av flygfältet trögt. Detta beroende på brist av byggnadsmaterial, men även att män som arbetade som byggnadsarbetare kallats in till militärtjänstgöring. Bansystemet kom till en början bestå av ett gräsfält med cirka 1500 meters sträkning i längd och bredd.  År 1946 var flottiljens bana 03/21 färdigställd, vilken även kom att fungera som reservbana för Atlantentrafiken till Bromma. Rullbanan fick därmed smeknamnet Atlantbanan. Bana 03/21 fick till en början en sträcka på 1 700 meter. Men på grund av omskolningen till J 35 utökades banan sommaren 1961 med 200 meter. År 1953 färdigställdes den korsande banan 08/26. År 1984 stod ett nytt kontrolltorn färdigt att tas i bruk. Detta efter att det tidigare som var placerat ovanpå kanslihuset var i stort behov av renovering. Efter avveckling av flottiljen övergick ansvaret över flygplatsen till Flygplatsenheten inom Luftstridsskolan (LSS). Aeronautech Academy utbildar flygmekaniker i Flygverkstadsbyggnad 119 Ärna.

### Berghangar

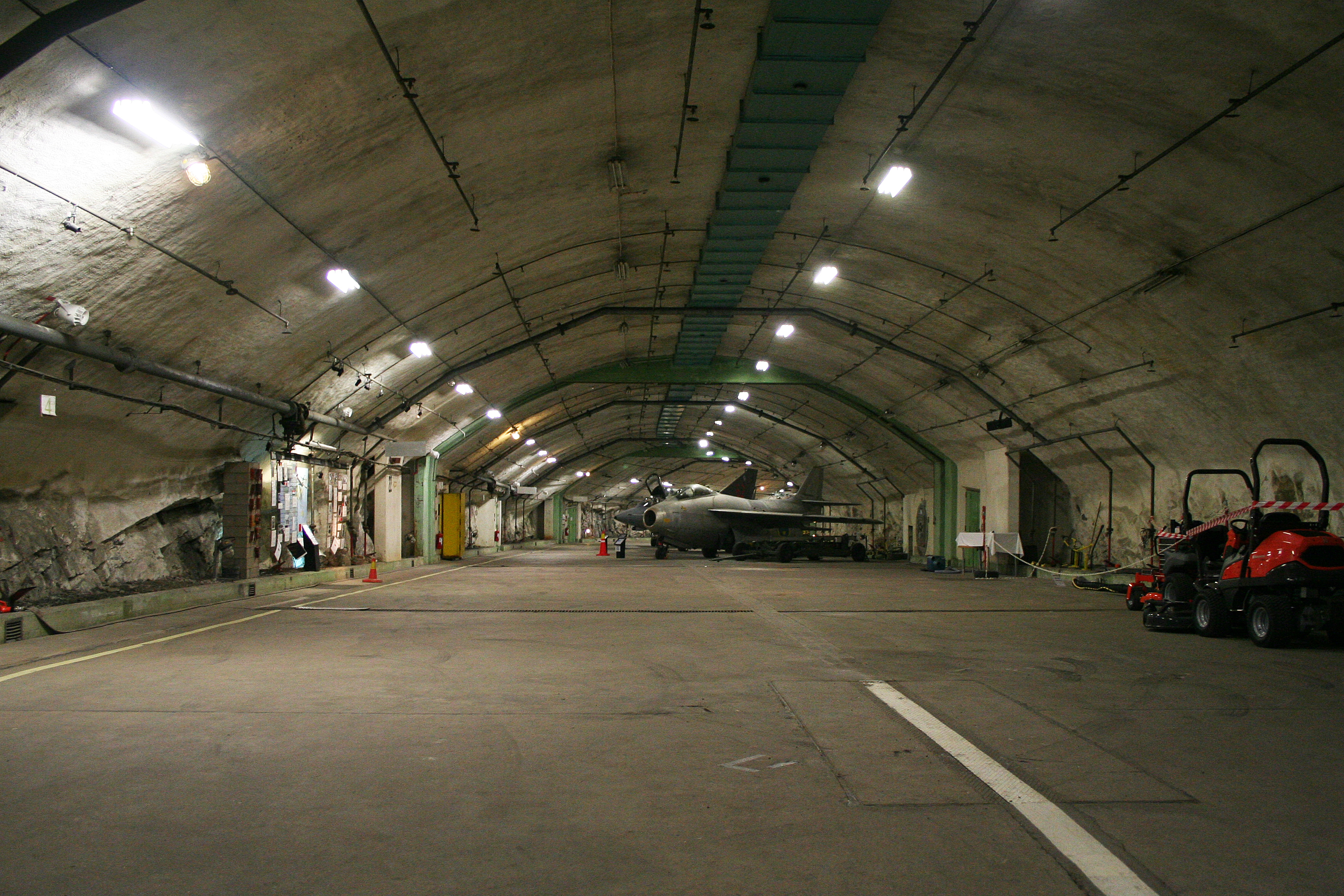
Huvudtunneln vid liknande berghangar vid Säve flygbas

F 16 var en av fem flottiljer där berghangaranläggningar byggdes. År 1952 påbörjades byggnationen av berghangaren, vilken byggde på 1948 års utbyggnadsplan. Berghangarerna stod klar 1956. I Sverige stod samtliga berghangarer färdiga att tas i bruk 1959. Under 1960-talet modifierades berghangaren för att kunna rymma J 35 Draken och senare JA 37 Viggen. Under 1990-talet modifierades berghangaren en tredje gång, då för att anpassa den till JAS 39 Gripen, som flottiljen planerades att ombeväpnas till. Då flottiljen avvecklades, upphörde freds- och krigsanvändningen av berghangaren. Istället kom Flygvapnet att förrådsställa övertaliga stridsflygplan. Berghangaren i sig är helt nedsänkt från markytan, och har två 300–500 meter långa lutande uppfartstunnlar, vilka är sammankopplade med huvudtunneln, vilken i sig är hästskoformad. Längst ned i huvudtunneln finns ett antal sidotunnlar. Totalt är anläggningen på cirka 22 000 – 24 000 m².

### Flygbaser
Upplands flygflottilj hade vid Tierp flygbas omfattande anläggningar i form av logement, flygfält och övningsområden i området kring centralorten Tierp i den norra delen av Uppsala län. Området kring Tierp är idag avyttrat och således inte tillhörande Försvarsmakten längre. Upplands flygflottilj har även haft förvaltningsansvar för kasernetablissementen och flottiljflygplatser i Västerås, Barkarby, Tullinge, Norrköping och Söderhamn efter att den ordinarie flottiljverksamheten avvecklats.

### Övningsplatser
Upplands flygflottilj förvaltade från den 1 januari 1998 Marma skjutfält, det efter att Hälsinge regemente upplöstes och avvecklades den 31 december 1997. Flygflottiljen blev därmed unik inom Försvarsmakten, genom att förvalta ett skjutfält uppfört till artilleriet och infanteriet.

## Heraldik och traditioner
Flygflottiljens ursprungliga emblem var en guldfärgad vase mot blå botten. När flygflottiljen bildades 1943 tilldelades den namnet Upplands flygflottilj, men Upplands landskapsvapen var redan upptaget som flottiljvapen då det bars av Roslagens flygkår (F 2). Istället tilldelades vasen som flottiljvapen. Den 17 september 1944 mottog flottiljen sin första förbandsfana. Detta skedde vid ceremoni i Barkarby, där Kung Gustav V lämnade över totalt åtta fanor till nya flygflottiljer. När sedan F 2 avvecklades den 30 juni 1974, blev Upplands landskapsvapen ledigt och det började appliceras på J 35 Draken och Helikopter 3. Det var inte förrän 1996 som flottiljen officiellt tilldelades upplandsäpplet som sitt flottiljvapen, detta då den tidigare fanan ersattes med en ny. Vilken tilldelades av ÖB general Owe Wiktorin, vid en ceremoni den 30 april 1996 på Artillerigården i Stockholm.
I samband med att 1974 års regeringsform trädde i kraft den 1 januari 1975, ändrades namnet från Kungliga Upplands flygflottilj till enbart Upplands flygflottilj. Samtidigt fråntogs Konungen den formella rollen som högste befälhavare för krigsmakten, vilket även kom att gälla rollen som förbandschef över gardesförbanden. Från den 1 januari 1975 blev monarken istället hederschef över gardesförbanden.
I juni 1971 antog flygflottiljen "Svensk högvakt" (Berg) som förbandsmarschen. Förbandsmarschen fastställdes den 26 april 1976. År 2003 instiftades Upplands flygflottiljs minnesmedalj i silver och brons (UpplffljMSM/BM).
Innan avvecklingen hade flygflottiljen ett traditionsansvar för sju tidigare avvecklade flygflottiljer, Västmanlands flygflottilj (F 1), Roslagens flygkår (F 2), Östgöta flygflottilj (F 3), Svea flygkår (F 8), Södermanlands flygflottilj (F 11), Bråvalla flygflottilj (F 13) och Södertörns flygflottilj (F 18). Detta utgjorde en komplicerad del av flygflottiljens fana, då enligt Försvarsmaktens reglemente gällande traditionsansvar kräver att ett nedlagt förband återges på fanduken. Minnet över Upplands flygflottilj förs sedan den 1 januari 2005 vidare av Luftstridsskolan (LSS).
Flygflottiljens valspråk: Labor-Effectus-Vigor (Möda-Resultat-Styrka) skapades av den tidigare chefen för F 16, överste Sven-Olof Olson.

### Gate guardian
Upplands flygflottilj har två så kallade gate guards. Under 1980-talet placerades en J 35F-1 Draken (35490) som gate guard på pelare vid flottiljvakten, det som ett minne över Drakenepoken vid flottiljen. Sommaren 2006 placerades en JA 37C Viggen (37425) på pelare som ett minne av stridsflygplanets aktiva tid på Upplands flygflottilj. Denna flygplansindivid kom enbart att verka vid F 16 under hela dess aktiva tid.

## Materiel vid förbandet
| - 1944–1945: J 22 - 1945–1952: J 26 Mustang - 1952–1962: J 29F Tunnan - 1963–1976: J 35A Draken - 1962–1964: J 35B Draken - 1976–1986: J 35F Draken - 1986–2003: JA 37 Viggen | - 1962–1986: Sk 35C Draken - 1983–1997: Hkp 3B - 1983–1996: Sk 60B/C - 1995–1999: Sk 50 |

## Förbandschefer

### Flottilj- och sektorflottiljchefer
Åren 1943–1981 titulerades chefen "flottiljchef" och hade tjänstegraden överste. Åren 1981–1994 hade flottiljchefen titeln "sektorflottiljchef". Sektorflottiljchefen hade tjänstegraden överste av 1:a graden. Åren 1994–2003 och från 2021 tituleras chefen "flottiljchef" och har tjänstegraden överste. Chefen för Upplands flygflottilj är tillika garnisonschef i Uppsala.
- 1943–1944: Bengt Jacobsson
- 1944–1952: Knut Lindahl
- 1952–1964: Karl-Erik Karlsson
- 1964–1967: Björn Hedberg
- 1967–1971: Gösta Norrbohm
- 1971–1973: Sven-Olof Olson
- 1973–1976: Jan-Henrik Torselius
- 1976–1978: Bertil Nordström
- 1978–1985: Karl-Erik Fernander
- 1985–1989: Rolf Gustafsson
- 1989–1990: Arne Hansson
- 1990–1994: Stig Dellborg
- 1994–1997: Ulf Sveding
- 1997–1999: Mats Nilsson
- 1999–2002: Tommy Pålsson
- 2002–2003: Christer Olofsson
- 2004–2021: Ej aktivt
- 2021–20xx: Pernille Undén [e]

### Ställföreträdande sektorflottiljchefer och tillika flottiljchefer
För att avlasta sektorflottiljchefen tillfördes 1981 en ställföreträdande sektorflottiljchef. Dennes uppgift var att leda förbandsproduktionen, en uppgift i stort lika med den gamle flottiljchefens. Därav titulerades även han som "flottiljchef". Den ställföreträdande sektorflottiljchefen hade tjänstegraden överste. Den 30 juni 1994 utgick befattningen ställföreträdande sektorflottiljchefer.

- 1981–1983: Lars-Erik Englund
- 1983–1985: Jan-Olov Gezelius
- 1985–1988: Hans Hagberg
- 1988–1990: Swen Persson
- 1990–1992: Kjell Nilsson
- 1992–1993: Ulf Sveding

## Namn, beteckning och förläggningsort
| Kungl. Upplands flygflottilj | 1943-07-01 | – | 1974-12-31 |
| Upplands flygflottilj        | 1975-01-01 | – | 2003-12-31 |
| Upplands flygflottilj        | 2021-10-14 | – |            |

| F 16       | 1943-07-01 | – | 1957-09-30 |
| F 16/Se O3 | 1957-10-01 | – | 1965-??-?? |
| F 16       | 1965-??-?? | – | 1981-06-30 |
| F 16/Se M  | 1981-07-01 | – | 1993-06-30 |
| F 16/FK M  | 1993-07-01 | – | 1994-06-30 |
| F 16       | 1994-07-01 | – | 2003-12-31 |
| F 16       | 2021-10-14 | – |            |

| Uppsala garnison/Ärna flygplats (F) | 1943-07-01 | – | 2003-12-31 |
| Uppsala garnison/Ärna flygplats (F) | 2021-10-14 | – |            |
| Tierp flygbas (B)                   | 19??-??-?? | – | 1999-??-?? |
| Rommehed flygbas (B)                | 19??-??-?? | – | 1999-??-?? |
| Färila flygbas (B)                  | 1963-??-?? | – | 2003-12-31 |
| Barkarby flygplats (B)              | 1981-07-01 | – | 1995-06-30 |
| Tullinge flygplats (D)              | 1982-07-01 | – | 1985-06-30 |
| Eskilstuna flygplats (B)            | 1982-07-01 | – | 2003-12-31 |
| Malmby flygbas (B)                  | 1982-07-01 | – | 2003-12-31 |
| Västerås flygplats (B)              | 1983-07-01 | – | 19??-??-?? |
| Visby flygplats (D)                 | 1993-07-01 | – | 2003-12-31 |
| Malmens flygplats (D)               | 1993-07-01 | – | 2003-12-31 |
| Marma skjutfält (Ö)                 | 1998-01-01 | – | 2003-12-31 |

## Galleri

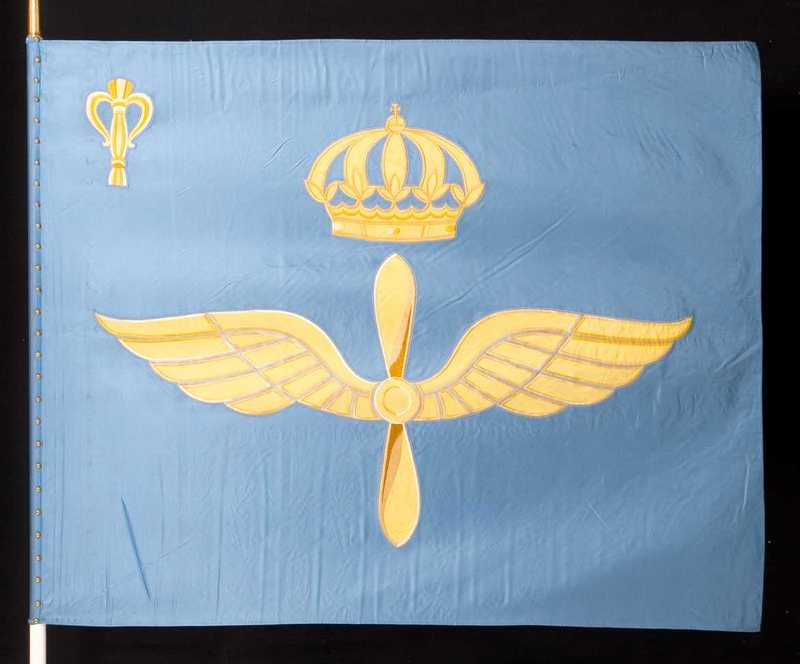
Flygflottiljens fana 1943–1996.
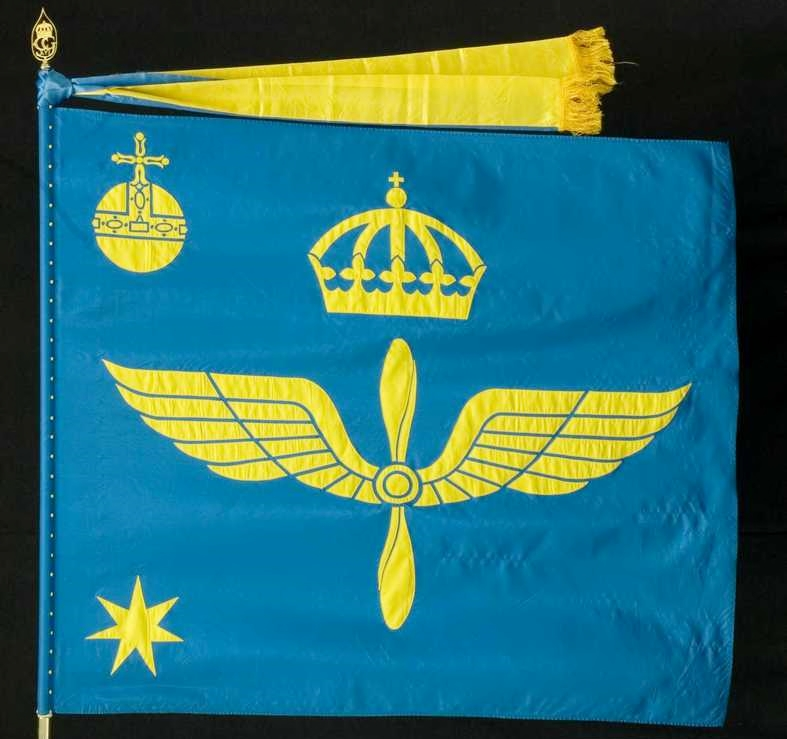
Flygflottiljens fana 1996–2003.
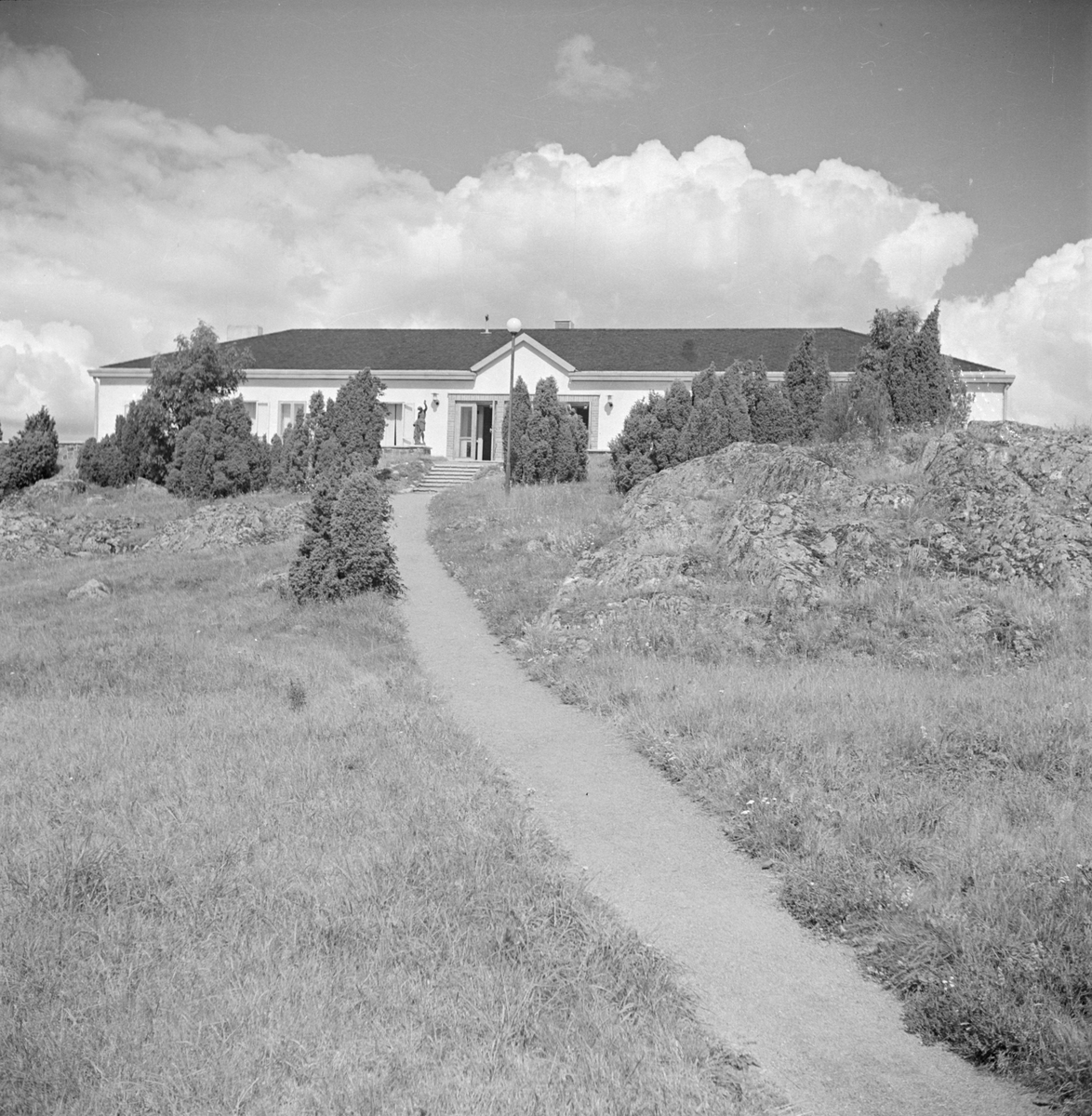
En byggnad vid flygflottiljen.
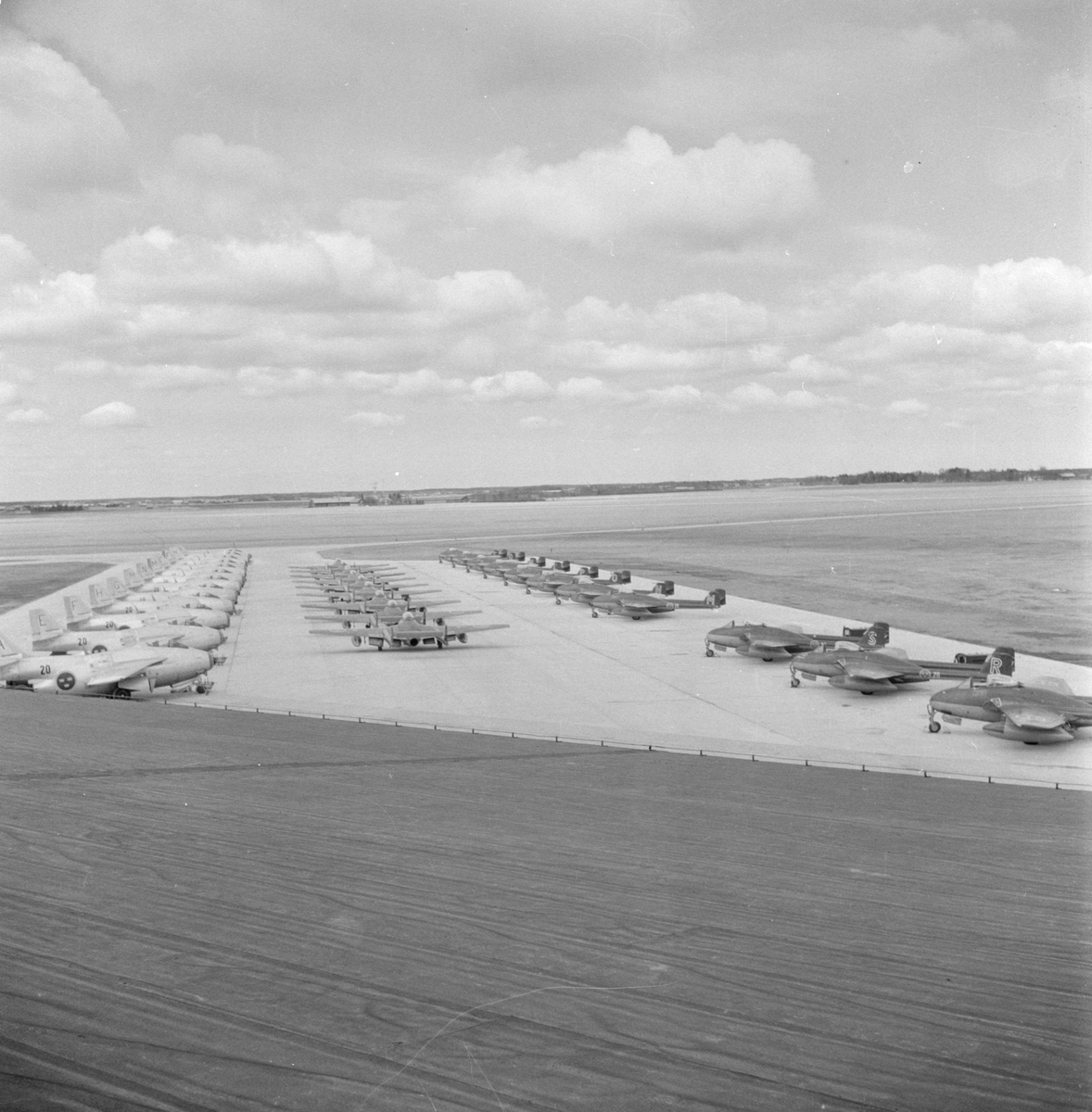
Petter Svarts platta 1955 med till vänster J 29 Tunnan, vilken ersatte J 28A Vampire i mitten och till höger.
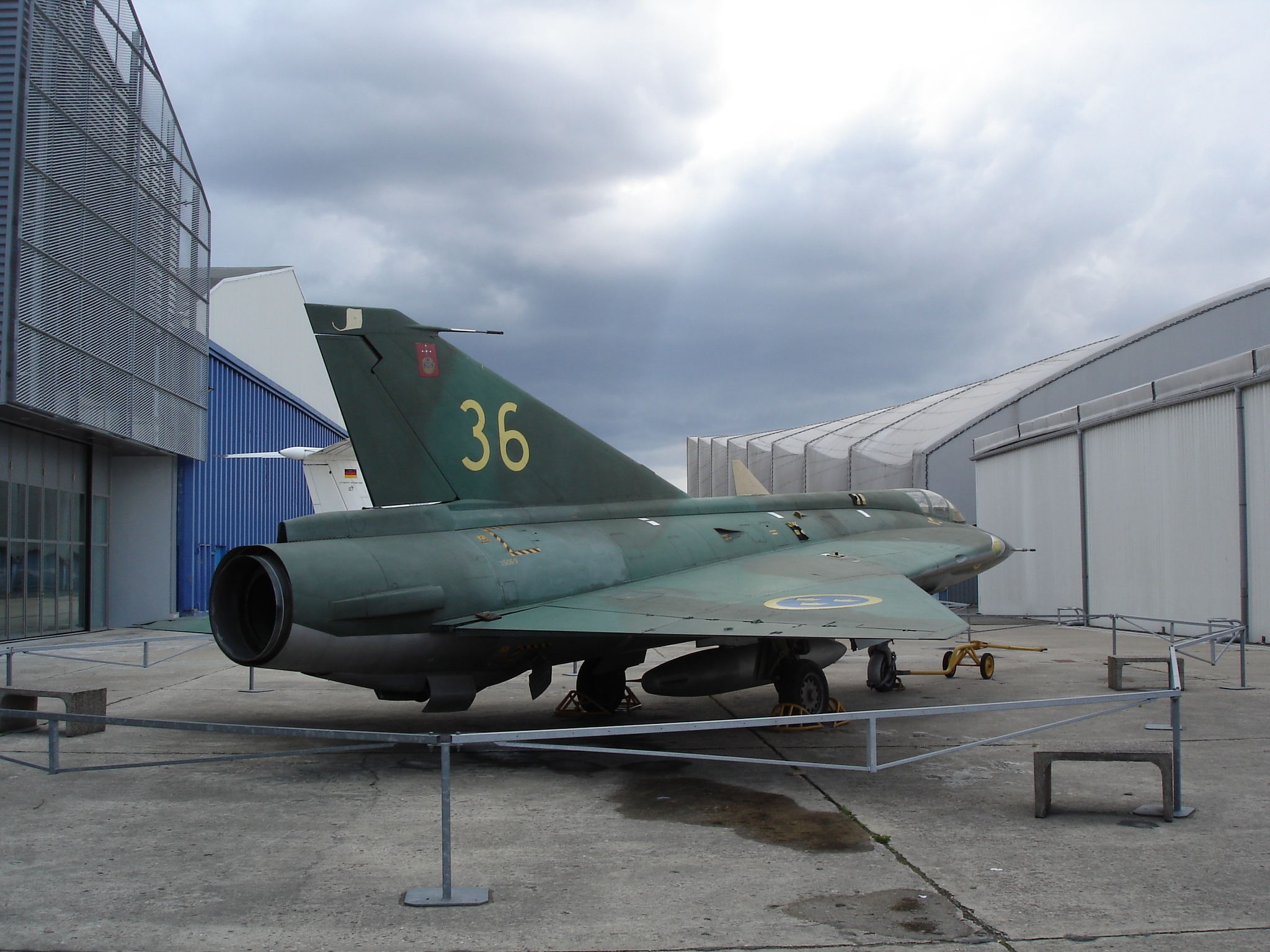
J 35A (35069) Petter 36, med Upplands landskapsvapen på fenan.
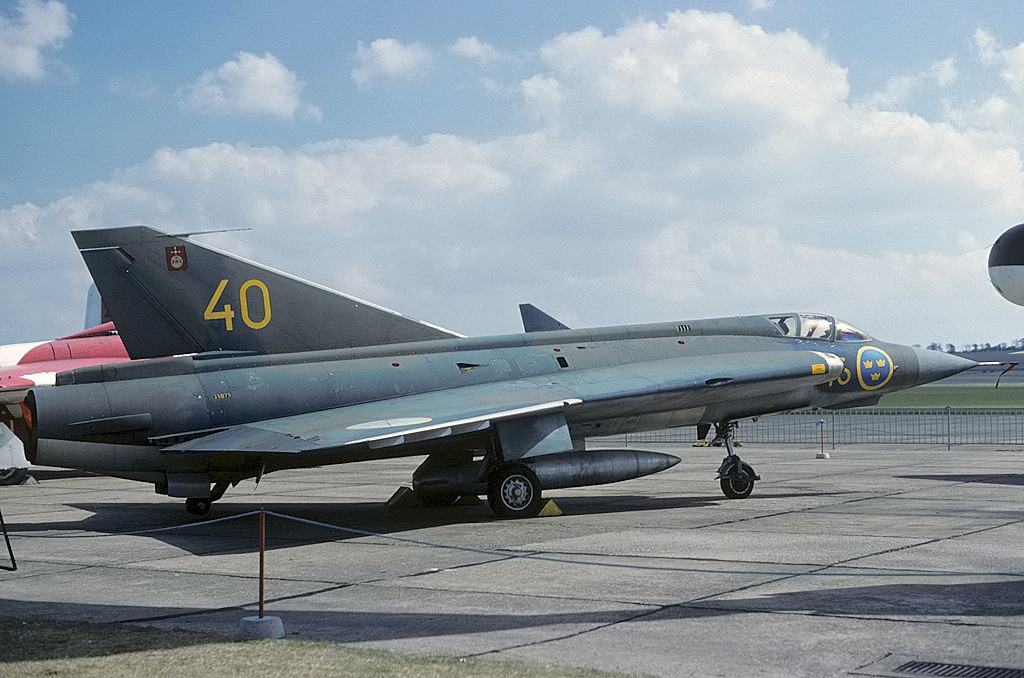
J 35A (35075) Petter 40, med Upplands landskapsvapen på fenan.
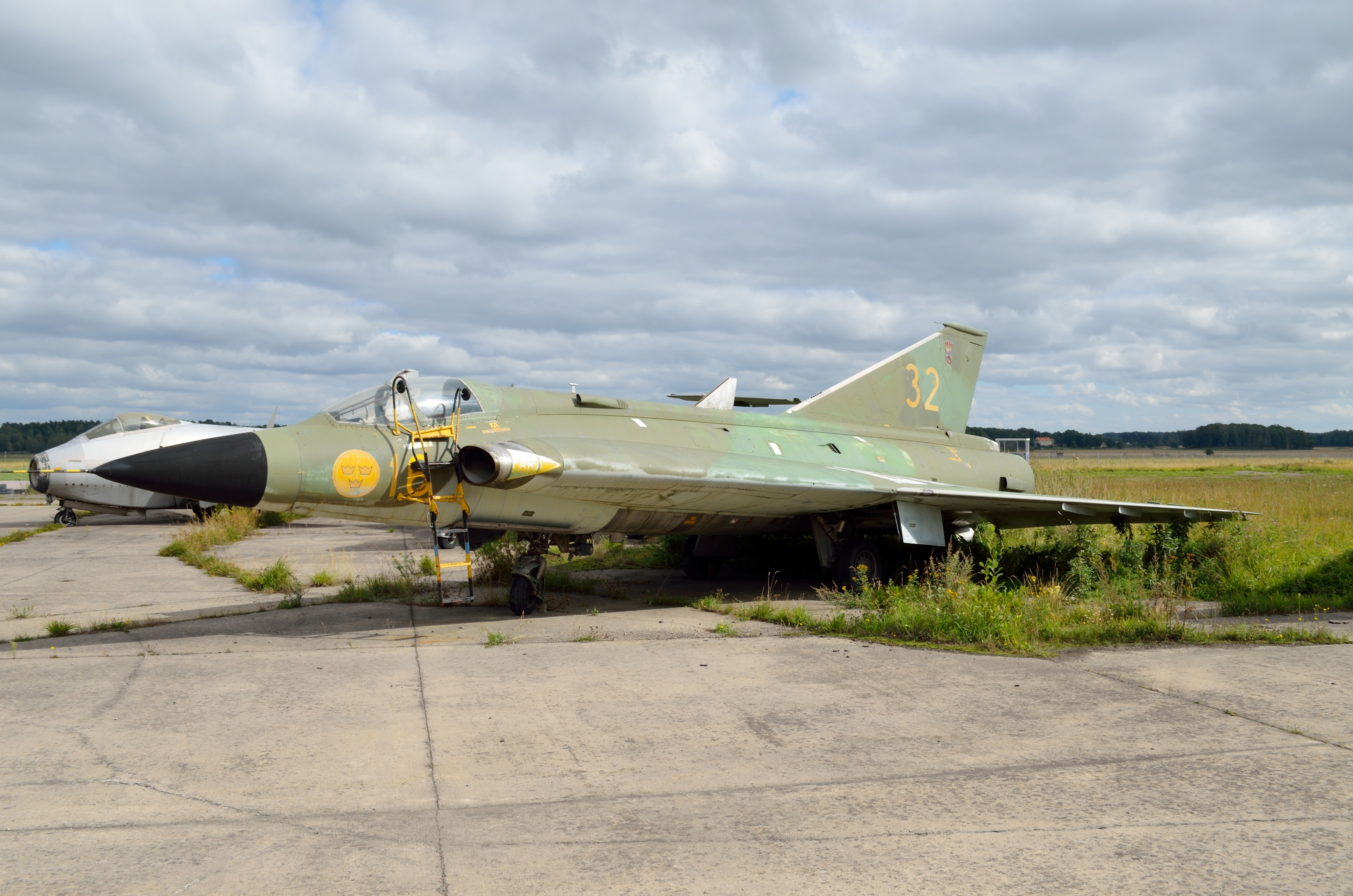
J 35F-1 Draken (35496) Petter 32, med Södermanlands landskapsvapen på fenan.
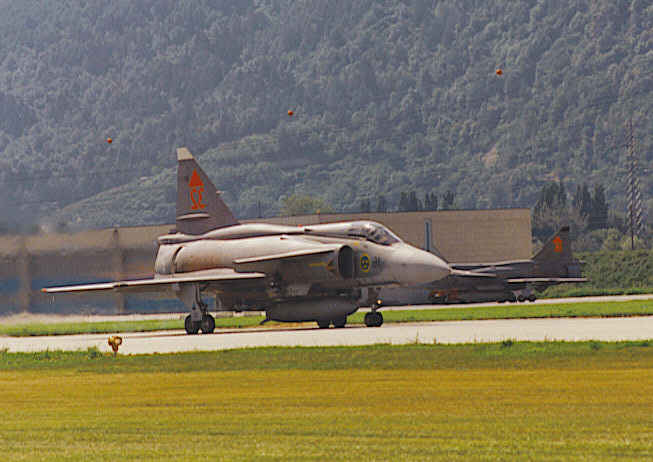
J 37D (37432) Petter 32.
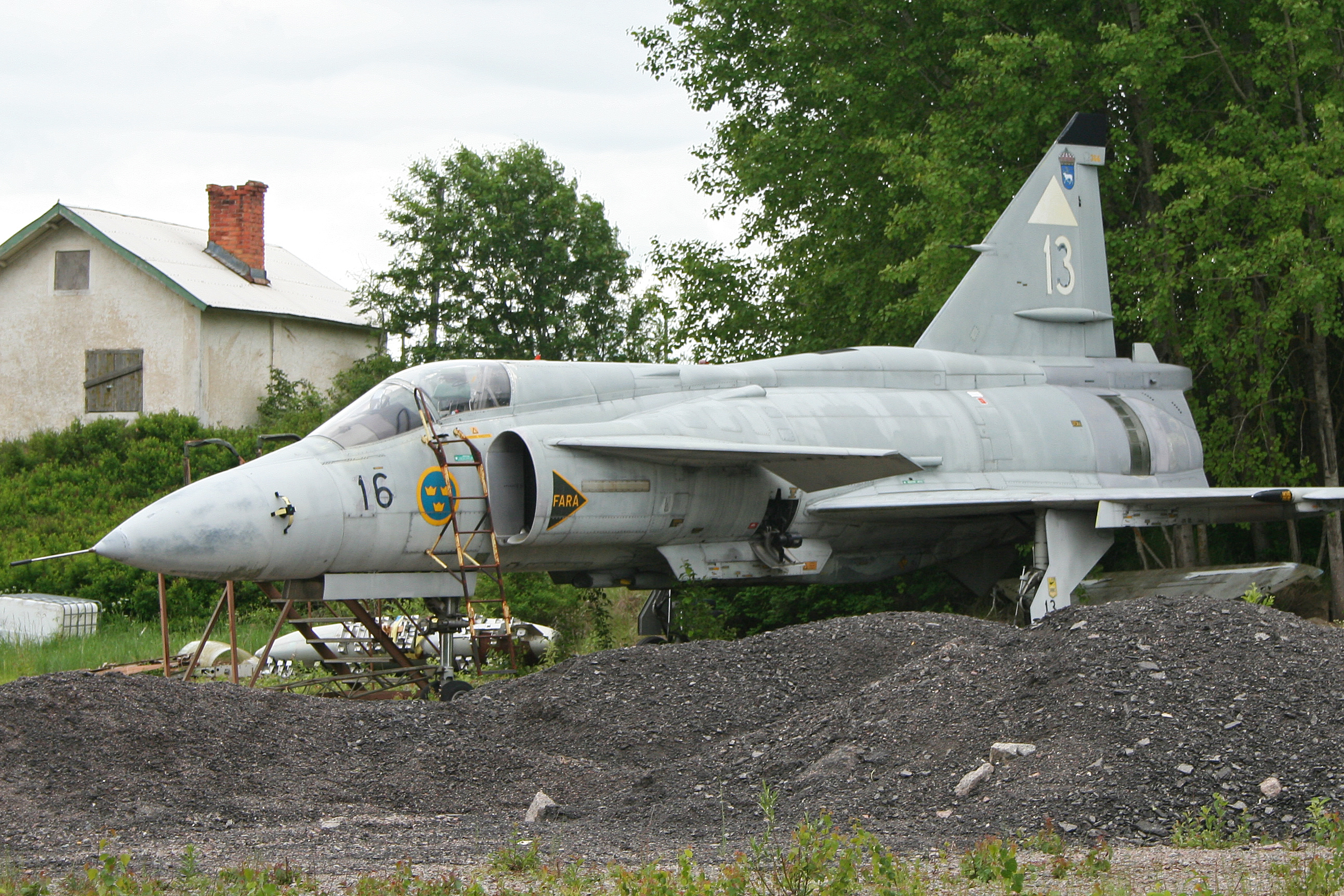
JA 37C Viggen (37366) Petter 13.